# Zahvizdea, Tîsmenîțea
Zahvizdea (în ucraineană Загвіздя) este o comună în raionul Tîsmenîțea, regiunea Ivano-Frankivsk, Ucraina, formată numai din satul de reședință.

## Demografie
Componența lingvistică a comunei Zahvizdea
     Ucraineană (99,35%)
     Alte limbi (0,58%)
Conform recensământului din 2001, majoritatea populației comunei Zahvizdea era vorbitoare de ucraineană (99,35%), existând în minoritate și vorbitori de alte limbi.